# Christoffer Fagerli Rukke
Christoffer Fagerli Rukke (* 17. April 1988 in Hønefoss) ist ein ehemaliger norwegischer Eisschnellläufer.

## Werdegang
Rukke wurde fünfmal norwegischer Juniorenmeister und belegte bei den Juniorenweltmeisterschaften 2006 in Erfurt den 14. Platz im Kleinen Vierkampf sowie den zehnten Rang in der Teamverfolgung. In der Saison 2006/07 lief er bei den Juniorenweltmeisterschaften 2007 in Innsbruck auf den 23. Platz im Kleinen Vierkampf sowie auf den zehnten Rang in der Teamverfolgung und nahm in Heerenveen erstmals am Eisschnelllauf-Weltcup teil, wobei er in der B-Gruppe den 26. Platz über 1000 m und den 22. Platz über 500 m sowie den 24. Platz über 1500 m errang. Beim Saisonhöhepunkt, den Einzelstreckenweltmeisterschaften 2007 in Salt Lake City, kam er auf den 24. Platz über 1000 m und auf den 17. Rang über 1500 m. Bei den Einzelstreckenweltmeisterschaften 2008 in Nagano belegte er den 16. Platz über 1500 m, bei den Einzelstreckenweltmeisterschaften 2009 in Richmond den 12. Platz über 1500 m sowie den 11. Rang über 1000 m und bei der Sprintweltmeisterschaft 2009 in Moskau den 20. Platz im Sprint-Mehrkampf. In der Saison 2009/10 lief er bei den Olympischen Winterspielen 2010 in Vancouver auf den 35. Platz über 1000 m sowie auf den 20. Rang über 500 m und bei der Sprintweltmeisterschaft 2010 in Obihiro erneut auf den 20. Platz im Sprint-Mehrkampf. In den folgenden Jahren belegte er bei den Einzelstreckenweltmeisterschaften 2011 in Inzell den 17. Platz über 1000 m, bei der Sprintweltmeisterschaft 2011 in Heerenveen den 19. Rang im Sprint-Mehrkampf, bei den Einzelstreckenweltmeisterschaften 2013 in Sotschi den 24. Platz über 1500 m sowie den 21. Rang über 1000 m und bei der Sprintweltmeisterschaft 2014 in Nagano den 19. Platz im Sprint-Mehrkampf. In der Saison 2015/16 erreichte er in Heerenveen mit dem siebten Platz im Teamsprint seine einzige Top-Zehn-Platzierung im Weltcup und absolvierte in Stavanger seine letzten Rennen im Weltcup, welche er in der B-Gruppe auf dem 25. Platz über 500 m und auf dem 15. Rang über 1000 m beendete. Bei der Sprintweltmeisterschaft 2016 in Seoul errang er den 30. Platz im Sprint-Mehrkampf.
Rukke wurde je dreimal norwegischer Meister über 500 m (2008, 2010, 2014) und im Sprint-Mehrkampf (2009, 2011, 2013). Sein Bruder Henrik Fagerli Rukke ist ebenfalls als Eisschnellläufer aktiv.

## Erfolge

### Olympische Spiele
- 2010 Vancouver: 20. Platz 1500 m, 35. Platz 1000 m

### Einzelstrecken-Weltmeisterschaften
- 2007 Salt Lake City: 17. Platz 1500 m, 24. Platz 1000 m
- 2008 Nagano: 16. Platz 1500 m
- 2009 Richmond: 12. Platz 1000 m, 12. Platz 1500 m
- 2011 Inzell: 17. Platz 1000 m
- 2013 Sotschi: 21. Platz 1000 m, 24. Platz 1500 m

### Sprint-Weltmeisterschaften
- 2009 Moskau: 20. Platz Sprint-Mehrkampf
- 2010 Obihiro: 20. Platz Sprint-Mehrkampf
- 2011 Heerenveen: 19. Platz Sprint-Mehrkampf
- 2014 Nagano: 19. Platz Sprint-Mehrkampf
- 2016 Seoul: 30. Platz Sprint-Mehrkampf

## Persönliche Bestzeiten
| Disziplin | Zeit         | Datum             | Ort            |
| --------- | ------------ | ----------------- | -------------- |
| 500 m     | 35,10 s      | 15. November 2013 | Salt Lake City |
| 1000 m    | 1:08,68 min  | 16. November 2013 | Salt Lake City |
| 1500 m    | 1:44,84 min  | 6. März 2009      | Salt Lake City |
| 3000 m    | 3:55,92 min  | 19. Oktober 2012  | Inzell         |
| 5000 m    | 6:57,38 min  | 29. Juli 2006     | Erfurt         |
| 10000 m   | 14:51,47 min | 17. Dezember 2006 | Geithus        |